# Station Syston
Syston is een spoorwegstation van National Rail in Syston, Charnwood in Engeland. Het station is eigendom van Network Rail en wordt beheerd door East Midlands Railway. 